# Nikolaiturm (Eschwege)

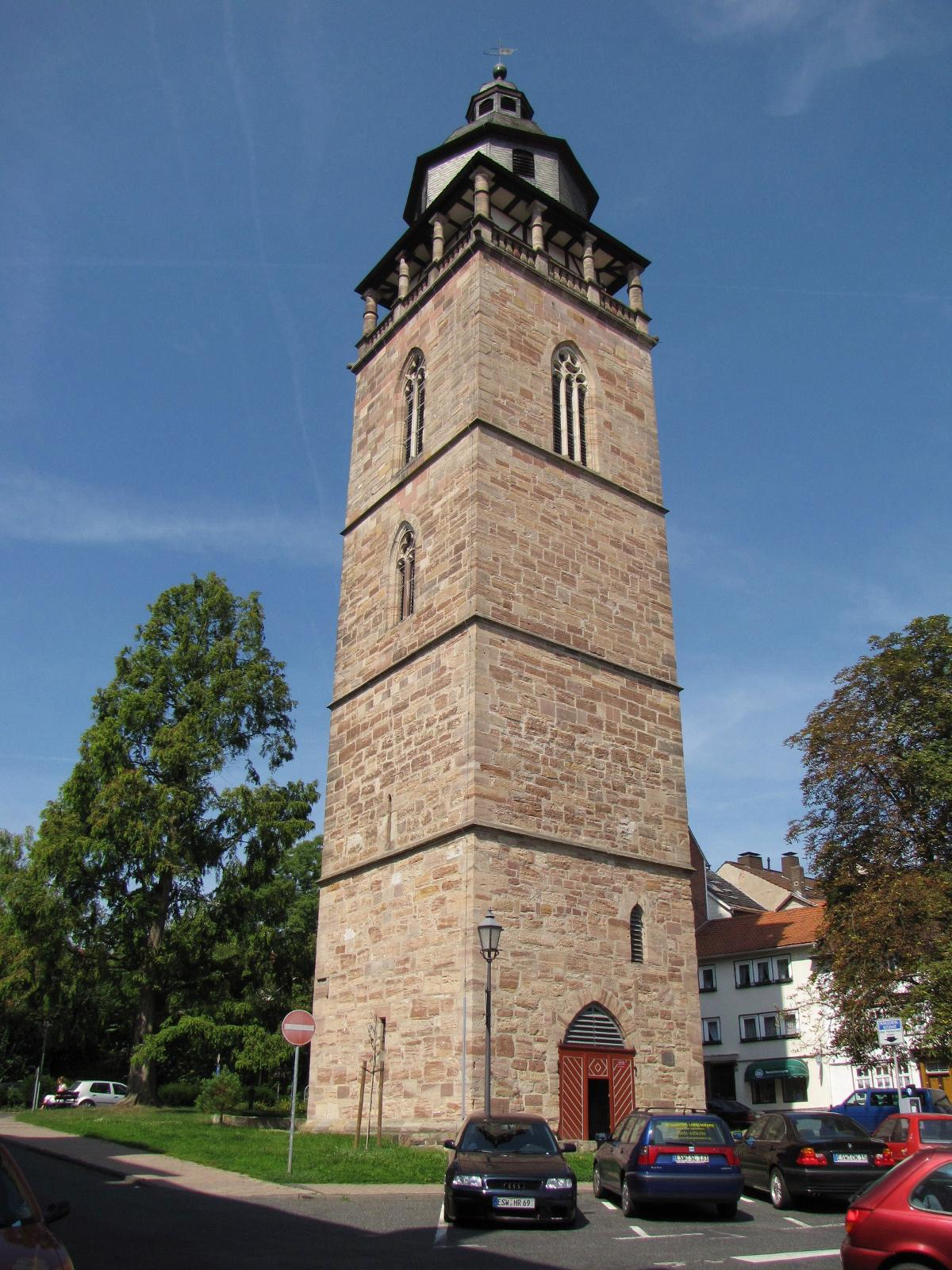
Nikolaiturm mit Laubengang und barocker Haube (2009)

Der Nikolaiturm, auch Klausturm genannt, ist ein knapp 48 Meter hoher ehemaliger Kirchturm am Hospitalplatz in der hessischen Kreisstadt Eschwege.

## Geschichte und Nutzung
Der Turm wurde im Jahr 1455 zugehörig zur ehemaligen Kirche St. Godehard errichtet und ist mit einer Höhe von 47,62 Metern der zweithöchste Turm der Stadt. Sein Name geht auf den Heiligen St. Nikolaus zurück. Nach der Reformation wurde die Kirche im Jahr 1557 abgebrochen und die Steine zum Bau der Werrabrücke verwendet. Der Turm blieb erhalten und wurde im Dreißigjährigen Krieg (1637) stark beschädigt. Erst in den Jahren zwischen 1733 und 1736 wurde die Turmruine für eine neue Nutzung als Teil der städtischen Feuerwache wiederaufgebaut und mit einem Laubengang und einer barocken Haube versehen. Bis in das Jahr 1931 lebte im Turm ein Wächter, der im Brandfall die Glocke schlug.

## Funde aus dem Mittelalter
Vor geplanten Bauarbeiten auf dem Parkplatz davor, wo ein begrünter Platz mit Bäumen und Brunnen entstehen soll, wurden im Frühjahr 2025 von Archäologen die Fundamente der alten Kirche aus mächtigen, akkurat behauenen Steinblöcken und Knochen vieler kleiner Kinder ausgegraben. Die Größe soll etwa 50 m × 40 m sein.

## Ausflugsziel
Heute ist der Turm eine der Hauptsehenswürdigkeiten der Stadt und steht zur Besichtigung und Besteigung als Aussichtsturm offen.
Alljährlich zur Weihnachtszeit spielt der Posaunenchor Eschwege Weihnachtsmusik vom Laubengang.